# トールペイント
トールペイント (英語：Tole painting) は、家具などの木製品に絵具を塗る手芸、フォークアート。15世紀後半にヨーロッパでトール（Tole。フランス語由来。合板、ブリキの意）に絵を書いたことが始まりとされる。第二次世界大戦中にアクリル絵具が完成され、アメリカ合衆国で1960年代に手芸として流行し広まった。

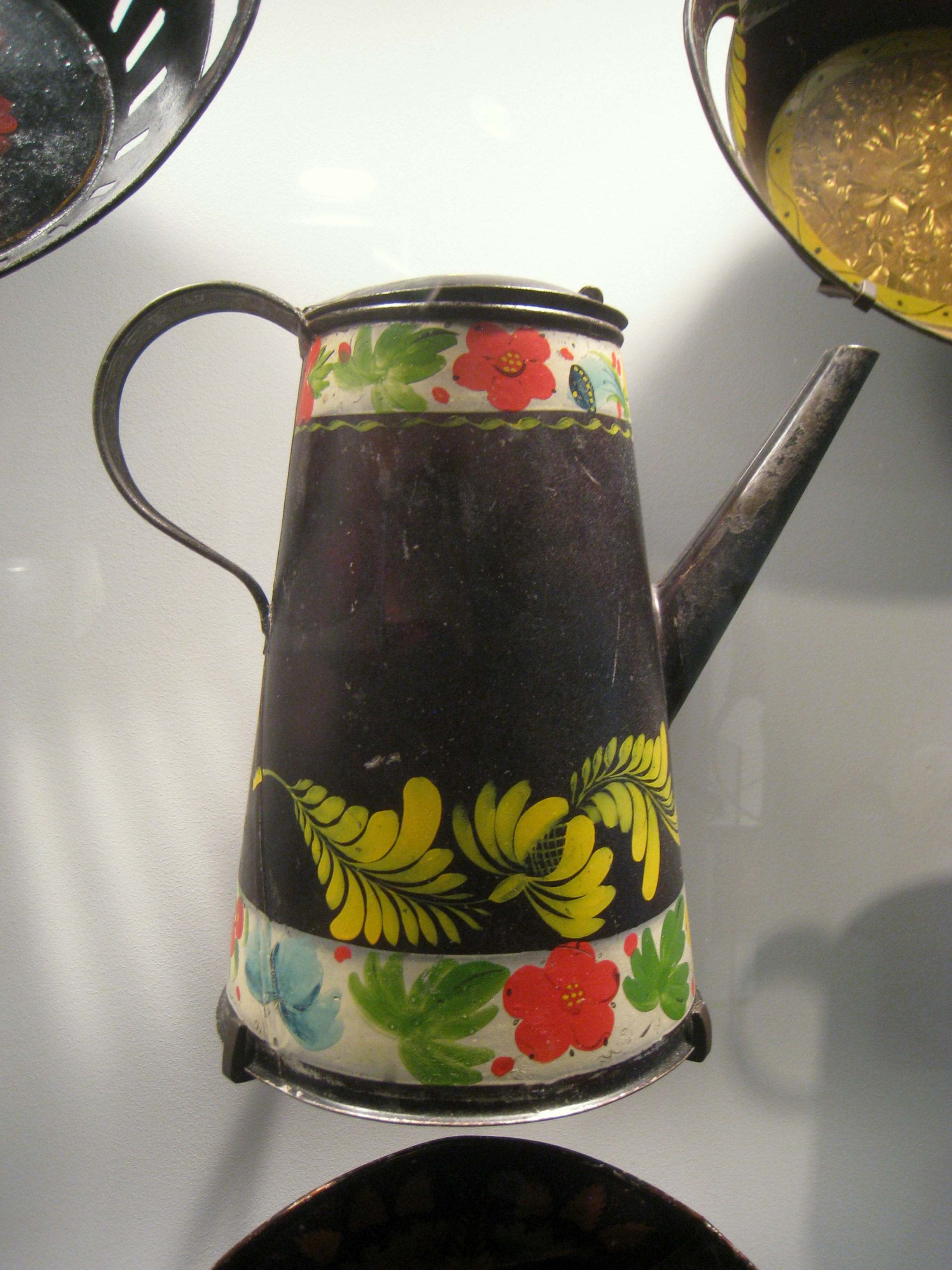
アメリカン・フォーク・アート博物館蔵のトールペイントを施したポット

家具などの木製品を長い間愛用し、色褪せした部分にトールペイントを施すことにより、更に長く利用しようという意図が一般人に受け入れられた。現在では陶器、ガラス、布など様々な素材に描かれている。